# Porfiroid

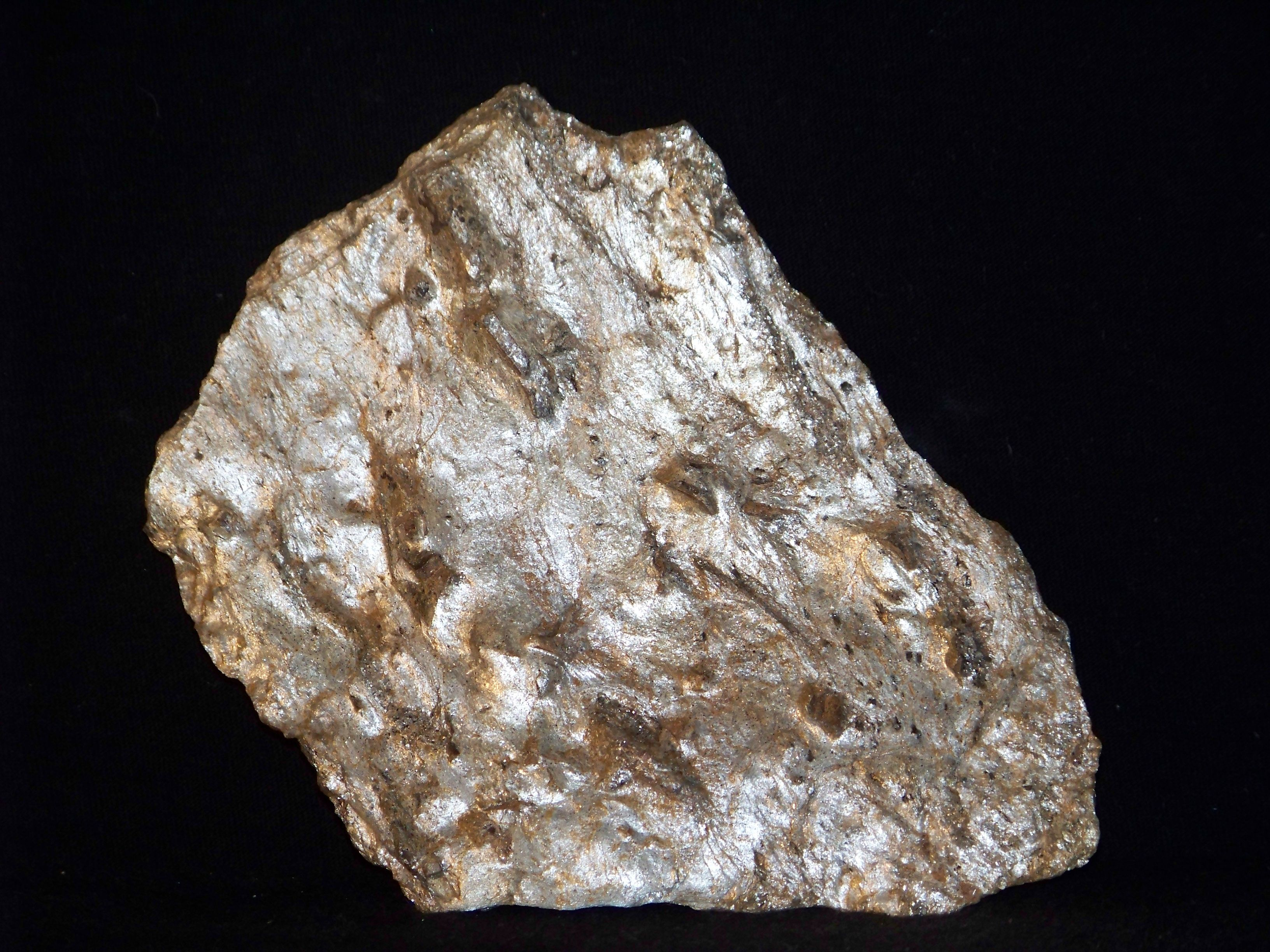
Łupek serycytowy ze staurolitem i almandynem z Głuchołaz

Porfiroid – ogólne określenie skał metamorficznych o wyraźnej teksturze łupkowatej, które powstały ze skał wylewnych takich jak: ryolity, dacyty, czy trachity.
Podczas przeobrażenia dochodziło do granulacji fenokryształów oraz wyprasowania i ukierunkowania tła skalnego.
Wyróżnia się liczne odmiany w zależności od minerału tworzącego porfiroblasty, np. porfiroidy: kwarcowe, ortoklazowe, lub od minerału dominującego, np. porfiroid promienisty, serycytowy.